# Eucanyra romani
Eucanyra romani är en insektsart som beskrevs av Frederick Arthur Godfrey Muir 1930. Eucanyra romani ingår i släktet Eucanyra och familjen sporrstritar. Inga underarter finns listade i Catalogue of Life.